# Конституция Катара
Конституция Катара (араб. دستور قطر‎) — основной закон государства Катар.

## История
Основателем Катара считается шейх Мухаммад ат-Тани, создавший к 1868 году единое государство, объединив кочевые племена полуострова. 1960-е годы отмечаются становлением современных политических институтов Катара: шейх Халифа ибн Хамад ат-Тани реорганизовал правительство, создал шариатский и гражданский суды, жителям предоставлены гражданские права. В 1970 г. принята первая конституция в истории государства Катар — временная, действовала до 2005 года. В 1972 году создан Совет Шуры — представительный орган с законосовещательными полномочиями. В 1995 году при эмире Хамаде началась политическая модернизация, во временную конституцию внесены поправки. В 1999 году состоялись первые выборы в муниципальный совет, на которых женщинам можно было как голосовать, так и баллотироваться.
29 апреля 2003 года на референдуме принята конституция Катара, 8 июня 2004 года утверждена указом эмира Хамада бин Халифа аль-Тани и вступила в силу 9 июня 2005 года. Представительный орган (Совет Шуры) стал выборным, однако основан на исламском принципе «шуры», предполагающий коллегиальное решение вопросов между представителями разных групп.

## Структура
Состоит из 150 статей в 5 главах:
1. Государство и основе правления
2. Основные принципы общественной жизни
3. Права и обязанности граждан
4. Устройство власти
5. Заключительные положения[1].

## Основные положения
Правление в государстве Катар наследственное, форма правления — традиционная монархия, эмир — глава государства (ст. 8), главнокомандующий вооружёнными силами Катара (ст. 65).
Конституцией Катара в качестве государственной религии закреплён ислам и законы шариата как основной источник законодательства (ст. 1). Однако она содержит и ряд прогрессивных норм: устанавливает демократическую форму правления, равенство граждан перед законом, обязанность государства обеспечивать безопасность, стабильность и равные возможности гражданам, заботиться о молодёжи, создавать условия для развития её способностей с помощью образования, поддерживать здравоохранение, помогать в распространении науки, культуры и искусства.
Установлен принцип разделения властей: законодательную власть представляет Совет Шуры (однопалатный парламент, состоящий из 45 членов), избираемый на всеобщих выборах. При этом прямое указание в конституции на главу государства как субъекта законодательной власти отсутствует, однако указано, что эмир ратифицирует и промульгирует законы и ни один закон не может быть издан без его ратификации (ст. 67). Исполнительная власть представлена эмиром, как главой государства, и советом министров (ст. 62), судебная разделена на суды шариата и светские суды.
Дискриминация по половому, расовому, религиозному, языковому признаку запрещена; граждане Катара равны в своих правах и обязанностях.
В обязанности государства, согласно конституции 2005 года, входит укрепление среди граждан духа национального единства, сотрудничества и братства (ст. 20). Семья в Катаре базируется на религии, этике и патриотизме (ст. 21). Основа социальной структуры — собственность, капитал и труд (ст. 26).
Закреплён принцип неприкосновенности частной собственности (ст. 27), личной жизни (ст. 37), свобода предпринимательства (ст. 28), свобода прессы и печати (ст. 48).

### Внесение поправок
Для внесения поправок в конституцию эмир или 1/3 Совета Шуры вносят предложение по изменению одной или нескольких статей конституции. Для поддержания поправки за неё должны проголосовать не менее 2/3 Совета Шуры. Изменения вступают в силу после одобрения эмиром и опубликования (ст. 144). Если поправка отклонена, то её повторное рассмотрение возможно не ранее чем через один год с момента отклонения. Не допускается изменение норм конституции о государственном правлении и его наследовании (ст. 145), нормы затрагивающие права и свободы граждан, если не в части предоставления бо́льших прав (ст. 146). Нормы относящиеся к обязанностям эмира не подлежат пересмотру в течение срока правления (ст. 147).
Положения конституции государства Катар запрещают вносить изменения в статьи в течение 10 лет со дня вступления её в силу (ст. 149). До настоящего времени поправки в конституцию государства Катар не принимались.